# Simon III. (Saarbrücken)
Simon III. von Saarbrücken († 1235/40) war 1207–1235/40 Graf von Saarbrücken. Mit seinem Tod erlosch die ältere Linie der Grafen von Saarbrücken im Mannesstamm.

## Leben
Simon war ein Sohn des Grafen Simon II. von Saarbrücken und seiner Frau Liutgard von Leiningen († nach 1239), Tochter von Emich III., Graf von Leiningen. Simon folgte seinem Vater als  Graf von Saarbrücken, sein jüngerer Bruder Friedrich erbte um 1220, nach dem Aussterben der Grafen von Leiningen, deren Besitz und begründete die jüngere Linie dieses Hauses. Heinrich, ein weiterer Bruder, amtierte als Bischof von Worms.
Simon unterstützte im Thronfolgestreit die Staufer. Nach dem Tode Philipps von Schwaben erkannte er Otto von Braunschweig als König an, war jedoch 1215 bei der Krönung Friedrichs II. in Aachen anwesend. In den Folgejahren gehörte er zum engen Gefolge Friedrichs.
1216 verpflichtete er sich zur Teilnahme am Fünften Kreuzzug, an dem er 1217 bis 1219 teilnahm und  sich insbesondere an der Belagerung von Damiette beteiligte.
Nach dem Kreuzzug, im Jahre 1223 schenkte Simon der  Abtei Wadgassen die Martinskirche in Köllerbach.
Nach dem Tod seines einzigen Sohns Dietrich schloss er 1227 einen Vertrag mit dem Metzer Bischof Johann von Apremont, der die weibliche Nachfolge in der Grafschaft Saarbrücken als Metzer Lehen sicherte; im Gegenzug musste er dem Bischof auch die Teile der Grafschaft zu Lehen auftragen, die zuvor keine Metzer Lehen waren. Dieser Vertrag wurde jedoch 1271, als Simons Tochter Mathilde ihrer Schwester Laurette als Gräfin von Saarbrücken folgte, von Johanns Nachfolger Lorenz von Lichtenberg angefochten. Die Streitigkeiten dauerten bis nach Mathildes Tod an, erst ihr Sohn Simon IV. konnte sich die Herrschaft dauerhaft sichern und begründete das Haus Saarbrücken-Commercy.
Ebenfalls im Jahr 1227 ließ Simon die Kommende St. Elisabeth in Saarbrücken als Niederlassung des Deutschen Ordens erbauen.

## Familie
Simon war verheiratet mit Laurette von Lothringen, Tochter von Friedrich II., Herzog von Lothringen. Ihre Nachkommen waren:
- Dietrich († vor 12. Mai 1227) ⚭ Johanna von Apremont († nach 1227)
- Laurette († nach 13. November 1270) ⚭ I. Gottfried II. von Apremont († 1250) ⚭ II. Dietrich Luf I. von Kleve († 1277)
- Mathilde († 1276) ⚭ I. Simon II, Herr von Commercy († 1247/48) (Maison de Broyes) ⚭ II. Amadeus, Herr von Montfaucon († 1280)
- Johanna († vor 1286) ⚭ (vor 1235) Simon V., Herr von Clefmont-en-Bassigny († 1280)
- Elisabeth († nach 1271) ⚭ Hugo III., Graf von Lützelstein († 1280)